# Амударьинский заповедник
Амударьинский заповедник — государственный заповедник в Дарганатинском, Сейдинском и Фарабском этрапах (районах) Лебапского велаята Туркменистана, создан в 1982 году. Современная площадь Амударьинского заповедника — 49,5 тысяч гектаров. Он состоит из трёх участков, находящихся в трёх этрапах.
Территория Амударьинского заповедника включает часть акватории реки Амударьи, тугаи и участок пустыни Кызылкум.

## История
В 1896—1897 гг. сановник Хивинского хана Имам Берды Наиб доставил в Дарганата двух молодых оленей (самца и самку) для выпуска в дарганатинские тугаи. Перед этим он собрал местных дехкан и запретил им не только охотиться на оленей, но и тревожить их чем бы то ни было. Олени размножились и расселились по левобережной долине Амударьи и даже перешли на правый берег в тугаи Топракгала. В этих местах на средней Амударье в 1941—1951 годах функционировал Дарганатинский заповедник. Его задачей была охрана бухарского оленя, с которой он успешно справлялся. В 1947 году стадо оленей состояло примерно из 100 голов, но упразднение заповедника в 1951 году привело к катастрофическому падению численности животного. В середине 1960-х годов бухарских оленей оставалось всего 13-15 голов.
Как водно-болотное угодье для пролётных и зимующих птиц, заказник потерял своё значение в связи с сильным сокращением площади озёр, и поэтому необходим пересмотр границ с учётом акватории Зеидского водохранилища.
В заповеднике в разное время проводились исследования по инвентаризации флоры и фауны беспозвоночных и контролю за состоянием позвоночных животных, особенно, рептилий и млекопитающих, в которых участвовали В. А. Кривохатский, А. И. Атамурадов, С. А. Букреев, В. В. Марочкина, Е. Н. Агрызков и др. В настоящее время на стационарах заповедника и за его пределами не прекращаются работы по мониторингу наземных позвоночных животных, особое внимание уделяется бухарскому оленю.

## Рельеф
Рельеф обусловлен деятельностью воды и ветра (то есть водного и ветрового происхождения). Здесь хорошо выражены аллювиально-аккумулятивный, структурно-денудационный и дефляционный типы рельефа. У Амударьи резко проявляется динамичность речного потока, часто меняющего русло, намывающего новые берега в одном месте и разрушающего большие участки в другом.

## Климат
Территория заповедника характеризуется тёплым аридным континентальным климатом. Среднегодовая температура воздуха — от +10°С (на севере) до +15 °C (на юге). Средняя температура самого холодного месяца (январь) в его южной части равна +0,4 °C, в северной −2,6 °C, а самого теплого (июль) равна +29 °C. При этом абсолютный минимум достигает −24—31 °C, а максимум +45—47 °C. Безморозный период продолжается 220—230 дней. Снежный покров, высота которого составляет 5-8 см, отмечается довольно редко и держится не более 10 дней. Ветры характеризуются большой интенсивностью (песчаные бури), такие ветры отмечаются, в среднем, 34 дня в году, а в иные годы до 64 дней.

## Почвы
Почвенный покров, в основном, образуют пустынные (из которых наиболее древние — серо-бурые), такыровидные (сероземы примитивные) и болотно-луговые (пойменные, тугайные) почвы. Для пустынных серо-бурых почв характерно малое содержание гумуса (0,5—1,0 %), а в болотно-луговых на пониженных элементах рельефа его содержание достигает 2—3 %.

## Флора
В связи с динамичностью речного стока здесь существуют растения, приспособленные к длительному и неоднократному затоплению и сильному заилению, и такими свойствами обладают доминирующие виды растительных группировок поймы реки. Растительность долины представлена двумя типами: древесно-кустарниковым (тугаи) и травянистым (джангили) сообществами. В целом выявлено 25 формаций тугайной растительности.
Тугаи образованы, главным образом, двумя видами тополя (туранги) — евфратским и сизолистным. К ним примешивается, а иногда образует и самостоятельные рощи лох туркменский или узколистный и реже ива джунгарская. Кустарниковые тугаи состоят, в основном, из гребенщиков (многоветвистого, щетинистоволосого и других). При небольшом засолении почв образует заросли колючий кустарник — чингил (из бобовых), а при более сильном засолении появляется соляноколосник. Большие куртины на первой террасе реки часто образует рогоз слоновый, к которому на заболоченных низинах примешивается рогоз маленький. В трудно проходимых «джунглях» тугаев — солодка голая, заросли тростника южного, эриантуса и кендыря шероховатого, в сухих прогалинах на засоленных почвах поймы обычна прибрежница солончаковая, либо ползучая. Деревья и кустарники в тугаях переплетены лиановидными растениями из цинанхума острого, ломоноса восточного и спаржи. В густых тугаях с сомкнутым древесным пологом травянистый покров почти отсутствует. Сквозь кроны деревьев проникает мало света, и поэтому здесь нет возобновления туранги. В разреженных насаждениях во втором ярусе растут кустарники (гребенщики, чингил) и травы (верблюжья колючка, солодка, шор-чаир).
Джангильную растительность составляют заросли различных многолетних травянистых растений, среди которых выделяются гигантские злаки тропического происхождения — дикий сахарный тростник, эриантус, императа цилиндрическая и обычные в умеренных широтах тростник обыкновенный и вейник сомнительный. Большую роль играют рогоз и солодка. Эти растения образуют очень густые заросли, отличающиеся необыкновенно высокой продуктивностью. Так, рогоз слоновый дает до 1293 ц/га, тростник обыкновенный — до 1197 ц/га, солодка — до 730 ада ц/гa сухой массы. Для этих растений характерно резкое преобладание массы подземных частей. Соотношение надземной и подземной массы составляет: у рогоза слонового 1:8, у солодки 1:6.
Среди джангильной растительности особое место принадлежит солодке. Солодковый или лакричный корень, находит широкое применение в медицине. Чрезмерная его заготовка ведёт к тому, что ресурсы солодкового корня в долине Амударьи сильно истощаются. Раньше заросли солодки занимали более половины площади поймы. К тому же, освоение джангильных участков под сельскохозяйственные земли отрицательно влияет на состояние этого уникального растения, и поэтому вопрос о необходимости его особой охраны продолжает оставаться актуальным.

## Фауна
Фауна заповедника уникальна. Достаточно сказать, что в его акватории еще сохраняются крайне редкие эндемики из осетровых рыб — большой и малый лопатоносы, а в тугаях эндемичный подвид благородного оленя (бухарский олень или хангул), внесенные в Красную книгу МСОП.
Беспозвоночные животные изучены еще недостаточно, причем это касается не только самого заповедника, но и всей долины Амударьи. В 1978—1980 гг. энтомологами Института зоологии АН Туркменистана было выявлено 446 видов насекомых, в том числе, в пределах заповедника 67 цикад, 76 совок, 56 огневок, 86 энциртид, 44 вида серых мясных мух. Из водных беспозвоночных наиболее многочисленны брюхоногие моллюски (12 видов) и хирономиды (35).
Обилие влаги в тугаях способствует обитанию различных двукрылых. Поражает множество комаров, слепней, цветочных мух, растительноядных насекомых — клопов, саранчовых, жуков, бабочек. В пустынных участках, которые в заповеднике занимают сравнительно большие площади, беспозвоночные представлены мокрицами, фалангами, скорпионами, пауками и насекомыми — разнообразными жуками, прямокрылыми, узор перепончатокрылыми и др.
Среди редких представителей, внесенных в Красную книгу Туркменистана — летодедка Кириченко, богомол древесный, прибрежный муравей, бражник туранговый, орденская лента туранговая, голубянка тугайная, туранговый коконопряд.
Рыбы. До работ по акклиматизации различных видов рыб в бассейне Амударьи обитало 34 вида и подвида. Современный состав ихтиофауны насчитывает 43 вида, из которых 17 промысловых. Увеличение произошло за счет новых представителей — 14 видов, среди них 7 акклиматизантов. К промысловым рыбам, численность многих из которых продолжает снижаться, ихтиологи относят такие виды, как шип, аральский красногубый и щуковидный жерехи, аральский и туркестанский усачи и, конечно, сазан, сом, судак, белый амур, обыкновенный толстолобик.
В городе Сейди находится музей Амударьинского государственного заповедника.